# 鳳凰賞競走
鳳凰賞競走（ほうおうしょうきょうそう）は、ボートレースクラシックの通称で知られるボートレースのSG競走の1つ。

## 概要
正式名称は「総理大臣杯争奪　鳳凰賞競走」。
第1回より総理大臣杯の下付が行われており、1988年（昭和63年）の第23回大会より「総理大臣杯（そうりだいじんはい）」と呼ばれる。2014年（平成26年）の第49回大会より「ボートレースクラシック（BOAT RACE CLASSIC）」の通称名称が採用された。5大SG競走GRANDE5の初戦にあたる。
本競走はSGでは唯一ナイター競走を実施していなかったが、2022年に長崎県大村市にあるボートレース大村で開催された第57回大会で初となるナイター開催を実施したことにより、全SG競走がナイター開催で実施された。

### 出場資格
出典
- 前年度優勝者
- 前年のグランプリの優勝戦出場者（6名）
- 前年1月1日 - 12月31日に行われたSG・GI/PGI・GII競走における優勝者（レディースオールスター、レディースチャレンジカップは除く、地区選手権は下記参照）
- 前年1月1日 - 12月31日に行われたGIII以下の競走（GII競走のレディースオールスター、レディースチャレンジカップを含む）における優勝回数上位者
- 前年の全国ボートレース甲子園競走優勝者（2020年開催より制定）[5]
- 当年の地区選手権（全6地区の）優勝者。ただし出場選手発表後（発表時は46人と予備選手を選出）に重複した選手が優勝した場合は予備選手が繰り上がる。

#### 選出除外
以下に該当する選手は、選出除外となる。
- 前々回（前々年）の鳳凰賞から前年のグランプリのSG優勝戦で、選手責任事由のスタート事故を起こした選手。
- 前回（前年）の鳳凰賞から前年のグランプリ（シリーズ戦）のSG準優勝戦で、選手責任事由のスタート事故を起こした選手。
- 前年のグランプリ（トライアル、順位決定戦）で、選手責任事由のスタート事故を起こした選手。
- 負傷・病気等により出場を辞退した選手
- 選考期間からクラシック前検日までに褒賞懲戒規定による出場停止処分を受けた選手[注 1]（一部を除く）。これは出場が決まっていても取消の対象となる。

### 優勝戦賞典
2024年度(2025年3月開催)より優勝者には内閣総理大臣杯、賞金4200万円（令和5年度の賞金は4000万円、令和元年度以降、令和4年度までの優勝賞金は3900万円、平成23年度以降、平成30年度までは3500万円、平成22年度までは4000万円）、その他主催者賞、日本財団会長賞、全国モーターボート競走施行者協議会会長賞、日本モーターボート競走会会長賞が授与される。なお優勝戦出走者にはBOAT RACE振興会よりメダルが授与される。

## 歴史
- 1965年：3月、モーターボート競走に総理大臣杯を下付することが決定[2]。
- 1966年：3月10日から15日までの日程で「第1回鳳凰賞競走」が開催[2]。
- 2010年：ルール改正が行われ、出場資格にGII競走優勝者が追加された[9]。
- 2011年：東北地方太平洋沖地震（東日本大震災）により3月末まで全競艇場のレース開催が中止となった事に伴い、第46回総理大臣杯競走も中止[10]。出場予定だった選手には出走回数等の特例が設けられた[11]。8月に延期され、「東日本大震災復興支援 第46回総理大臣杯競走」がボートレース戸田で開催された[12]。
- 2019年：本大会から優勝者が新設されるボートレースバトルチャンピオントーナメントへの出場権を得られることとなった。
- 2020年：新型コロナウイルス（COVID-19）の感染拡大に伴い日本政府から発令されたイベント開催自粛要請の期間延長[13]により全公営競技無観客開催措置も延長した為、無観客開催となり[14]インターネット・電話投票のみの発売となった。レースの映像はJLCチャンネル等のメディアの他、ニコニコ生放送のボートレース平和島公式チャンネルでの配信（MC・こんせいそん）も組まれた。
- 2021年：ボートレース福岡での開催であったが、新型コロナウイルス感染拡大防止の為、入場制限を実施しての開催となった[15]。
  - 3月23日 - 26日：先着順による入場制限。
  - 3月27日 - 28日：開催地・ボートレース福岡が立地する福岡県及び山口県・佐賀県・長崎県・大分県・熊本県内の在住者を対象とした事前抽選による入場制限。
  - 指定席はこの規定によらず、入場制限中も入場可能。
- 2022年：
  - ボートレース大村開催の今回からroad to bbcトーナメントへの新しい開幕戦として行なう。また引き続き新型コロナウイルス感染拡大防止の為、以下のような入場制限を実施しての開催となった。
    - 3月16日 - 3月19日：入場制限なし。
    - 3月20日 - 3月21日：準優勝戦・優勝戦開催日は事前抽選による入場制限を実施（開催地・ボートレース大村が立地する長崎県以外で緊急事態宣言及びまん延防止等重点措置の発令区域に該当する地域の在住者は当選無効）。

  - 遠藤エミが、レディースチャンピオン優勝により出場権を得た当大会において、予選をオール3連対、予選トップで通過すると、準優勝戦も1枠1コースから危なげなく逃げ切り、女子レーサーとしては尼崎で開催された第38回笹川賞で横西奏恵が優出して以来、11年ぶりのSG優勝戦進出となった。優勝戦は1枠1コースから.07のスタートを決めるとそのまま逃げ、ボートレース界史上初の女性SG覇者となった。（節間成績→131 1 32 ❶ ①／女子選手のSG予選得点トップ通過は史上初／SG優勝戦1号艇は2001年の第11回「グランドチャンピオン決定戦」の寺田千恵以来21年ぶり）。

## 歴代優勝者
出典はボートレースオフィシャルウェブサイトにある ボートレースクラシック の各回ページより。
| 回数 | 開催年             | 優勝戦日 | 開催場 | 優勝者                 | 優勝者                 | 優勝者                 | 優勝者                 | 優勝者                 | 優勝者                 | 優勝者                 |
| 回数 | 開催年             | 優勝戦日 | 開催場 | 選手名                 | 登録番号               | 年齢                   | 住所 所属支部          | 枠番                   | コース                 | 決まり手               |
| ---- | ------------------ | -------- | ------ | ---------------------- | ---------------------- | ---------------------- | ---------------------- | ---------------------- | ---------------------- | ---------------------- |
| 1    | 1966年（昭和41年） | 3月15日  | 平和島 | 長瀬忠義               | 1284                   | 40                     | 広島                   | 4                      | -                      | -                      |
| 2    | 1967年（昭和42年） | 3月7日   | 住之江 | 竹内虎次               | 899                    | 35                     | 岡山                   | 4                      | -                      | -                      |
| 3    | 1967年（昭和42年） | 9月5日   | 住之江 | 石川洋                 | 1199                   | 32                     | 愛知                   | 6                      | 1                      | -                      |
| 4    | 1968年（昭和43年） | 9月10日  | 戸田   | 岡本義則               | 1488                   | 33                     | 福岡                   | 2                      | -                      | -                      |
| 5    | 1970年（昭和45年） | 3月6日   | 住之江 | 加藤峻二               | 1485                   | 28                     | 埼玉                   | 2                      | -                      | -                      |
| 6    | 1971年（昭和46年） | 3月9日   | 蒲郡   | 松尾幸長               | 1440                   | 30                     | 佐賀                   | 2                      | 1                      | 逃げ                   |
| 7    | 1972年（昭和47年） | 3月21日  | 福岡   | 石黒広行               | 1693                   | 31                     | 愛知                   | 1                      | 2                      | まくり                 |
| 8    | 1973年（昭和48年） | 3月6日   | 浜名湖 | 鈴木文雄               | 1493                   | 37                     | 岐阜                   | 6                      | 1                      | 逃げ                   |
| 9    | 1974年（昭和49年） | 3月27日  | 常滑   | 彦坂郁雄               | 1515                   | 33                     | 千葉                   | 1                      | 2                      | 恵まれ                 |
| 10   | 1975年（昭和50年） | 3月25日  | 下関   | 石原洋                 | 1572                   | 32                     | 岡山                   | 4                      | 2                      | まくり                 |
| 11   | 1976年（昭和51年） | 3月21日  | 住之江 | 常松拓支               | 1686                   | 37                     | 大阪                   | 3                      | 4                      | 恵まれ                 |
| 12   | 1977年（昭和52年） | 3月8日   | 下関   | 山本泰照               | 1845                   | 35                     | 岡山                   | 1                      | 5                      | 恵まれ                 |
| 13   | 1978年（昭和53年） | 3月21日  | 丸亀   | 北原友次               | 1481                   | 37                     | 岡山                   | 6                      | 1                      | 逃げ                   |
| 14   | 1979年（昭和54年） | 3月26日  | 浜名湖 | 松尾泰宏               | 1203                   | 42                     | 佐賀                   | 2                      | 3                      | 差し                   |
| 15   | 1980年（昭和55年） | 3月11日  | 蒲郡   | 中本逸郎               | 2760                   | 26                     | 広島                   | 6                      | 6                      | 差し                   |
| 16   | 1981年（昭和56年） | 3月24日  | 児島   | 平尾修二               | 2485                   | 33                     | 香川                   | 2                      | 4                      | 2M差し                 |
| 17   | 1982年（昭和57年） | 3月9日   | 下関   | 彦坂郁雄               | 1515                   | 41                     | 千葉                   | 4                      | 1                      | 逃げ                   |
| 18   | 1983年（昭和58年） | 3月23日  | 平和島 | 高峰孝三               | 2390                   | 37                     | 群馬                   | 5                      | 1                      | 逃げ                   |
| 19   | 1984年（昭和59年） | 3月6日   | 常滑   | 増沢良二               | 2582                   | 31                     | 群馬                   | 3                      | 4                      | まくり                 |
| 20   | 1985年（昭和60年） | 3月26日  | 平和島 | 黒明良光               | 2090                   | 37                     | 岡山                   | 1                      | 5                      | まくり                 |
| 21   | 1986年（昭和61年） | 3月25日  | 平和島 | 古川文雄               | 2170                   | 37                     | 佐賀                   | 6                      | 4                      | まくり                 |
| 22   | 1987年（昭和62年） | 3月10日  | 蒲郡   | 国光秀雄               | 2697                   | 33                     | 長崎                   | 5                      | 4                      | まくり                 |
| 23   | 1988年（昭和63年） | 3月29日  | 戸田   | 彦坂郁雄               | 1515                   | 47                     | 千葉                   | 3                      | 2                      | 2M差し                 |
| 24   | 1989年（平成元年） | 3月30日  | 戸田   | 高橋博文               | 2446                   | 41                     | 大阪                   | 2                      | 2                      | まくり                 |
| 25   | 1990年（平成2年）  | 3月26日  | 平和島 | 岩口昭三               | 1670                   | 48                     | 福井                   | 5                      | 5                      | まくり差し             |
| 26   | 1991年（平成3年）  | 3月25日  | 平和島 | 野中和夫               | 2291                   | 47                     | 大阪                   | 1                      | 1                      | 逃げ                   |
| 27   | 1992年（平成4年）  | 3月24日  | 蒲郡   | 鈴木幸夫               | 2876                   | 34                     | 愛知                   | 3                      | 2                      | 差し                   |
| 28   | 1993年（平成5年）  | 3月23日  | 戸田   | 植木通彦               | 3285                   | 24                     | 福岡                   | 1                      | 5                      | 2M差し                 |
| 29   | 1994年（平成6年）  | 3月22日  | 平和島 | 大森健二               | 1910                   | 46                     | 岡山                   | 2                      | 2                      | ツケマイ               |
| 30   | 1995年（平成7年）  | 3月21日  | 平和島 | 服部幸男               | 3422                   | 24                     | 静岡                   | 1                      | 3                      | まくり                 |
| 31   | 1996年（平成8年）  | 3月25日  | 平和島 | 中道善博               | 2096                   | 47                     | 徳島                   | 3                      | 1                      | 逃げ                   |
| 32   | 1997年（平成9年）  | 3月20日  | 住之江 | 西島義則               | 3024                   | 35                     | 広島                   | 3                      | 1                      | 逃げ                   |
| 33   | 1998年（平成10年） | 3月22日  | 丸亀   | 西島義則               | 3024                   | 36                     | 広島                   | 2                      | 1                      | 逃げ                   |
| 34   | 1999年（平成11年） | 3月22日  | 児島   | 今垣光太郎             | 3388                   | 29                     | 石川                   | 6                      | 6                      | まくり差し             |
| 35   | 2000年（平成12年） | 3月20日  | 浜名湖 | 矢後剛                 | 3340                   | 33                     | 東京                   | 1                      | 1                      | 逃げ                   |
| 36   | 2001年（平成13年） | 3月20日  | 尼崎   | 烏野賢太               | 3304                   | 33                     | 徳島                   | 1                      | 1                      | 逃げ                   |
| 37   | 2002年（平成14年） | 3月21日  | 平和島 | 野澤大二               | 3534                   | 29                     | 東京                   | 3                      | 4                      | まくり                 |
| 38   | 2003年（平成15年） | 3月30日  | 戸田   | 西村勝                 | 3589                   | 29                     | 埼玉                   | 1                      | 1                      | 逃げ                   |
| 39   | 2004年（平成16年） | 3月28日  | 福岡   | 今村豊                 | 2992                   | 42                     | 山口                   | 1                      | 1                      | 恵まれ                 |
| 40   | 2005年（平成17年） | 3月27日  | 多摩川 | 笠原亮                 | 4019                   | 25                     | 静岡                   | 2                      | 3                      | ツケマイ               |
| 41   | 2006年（平成18年） | 3月21日  | 平和島 | 中澤和志               | 3952                   | 29                     | 宮城                   | 4                      | 4                      | まくり                 |
| 42   | 2007年（平成19年） | 3月21日  | 平和島 | 濱野谷憲吾             | 3590                   | 33                     | 東京                   | 3                      | 3                      | 恵まれ                 |
| 43   | 2008年（平成20年） | 3月30日  | 児島   | 松井繁                 | 3415                   | 38                     | 大阪                   | 1                      | 1                      | 逃げ                   |
| 44   | 2009年（平成21年） | 3月22日  | 多摩川 | 池田浩二               | 3941                   | 30                     | 愛知                   | 1                      | 1                      | 逃げ                   |
| 45   | 2010年（平成22年） | 3月22日  | 平和島 | 山口剛                 | 4205                   | 27                     | 広島                   | 2                      | 1                      | 抜き                   |
| 46   | 2011年（平成23年） | 3月21日  | 戸田   | 東日本大震災のため中止 | 東日本大震災のため中止 | 東日本大震災のため中止 | 東日本大震災のため中止 | 東日本大震災のため中止 | 東日本大震災のため中止 | 東日本大震災のため中止 |
| 代替 | 東日本復興支援競走 | 8月10日  | 戸田   | 重野哲之               | 3995                   | 32                     | 静岡                   | 1                      | 1                      | 逃げ                   |
| 47   | 2012年（平成24年） | 3月20日  | 戸田   | 馬袋義則               | 3612                   | 39                     | 兵庫                   | 1                      | 1                      | 逃げ                   |
| 48   | 2013年（平成25年） | 3月20日  | 平和島 | 池田浩二               | 3941                   | 34                     | 愛知                   | 1                      | 1                      | 逃げ                   |
| 49   | 2014年（平成26年） | 3月23日  | 尼崎   | 松井繁                 | 3415                   | 44                     | 大阪                   | 1                      | 1                      | 逃げ                   |
| 50   | 2015年（平成27年） | 3月22日  | 尼崎   | 桐生順平               | 4444                   | 28                     | 埼玉                   | 1                      | 1                      | 逃げ                   |
| 51   | 2016年（平成28年） | 3月21日  | 平和島 | 坪井康晴               | 3959                   | 38                     | 静岡                   | 1                      | 1                      | 逃げ                   |
| 52   | 2017年（平成29年） | 3月20日  | 児島   | 桐生順平               | 4444                   | 30                     | 静岡                   | 1                      | 1                      | 逃げ                   |
| 53   | 2018年（平成30年） | 3月21日  | 浜名湖 | 井口佳典               | 4024                   | 40                     | 三重                   | 2                      | 2                      | まくり                 |
| 54   | 2019年（平成31年） | 3月21日  | 戸田   | 吉川元浩               | 3854                   | 46                     | 兵庫                   | 1                      | 1                      | 逃げ                   |
| 55   | 2020年（令和2年）  | 3月22日  | 平和島 | 吉川元浩               | 3854                   | 47                     | 兵庫                   | 1                      | 1                      | 逃げ                   |
| 56   | 2021年（令和3年）  | 3月28日  | 福岡   | 石野貴之               | 4168                   | 38                     | 大阪                   | 1                      | 1                      | 逃げ                   |
| 57   | 2022年（令和4年）  | 3月21日  | 大村   | 遠藤エミ               | 4502                   | 34                     | 滋賀                   | 1                      | 1                      | 逃げ                   |
| 58   | 2023年（令和5年）  | 3月21日  | 平和島 | 土屋智則               | 4362                   | 38                     | 群馬                   | 1                      | 1                      | 逃げ                   |
| 59   | 2024年（令和6年）  | 3月20日  | 戸田   | 毒島誠                 | 4238                   | 40                     | 群馬                   | 2                      | 2                      | 差し                   |
| 60   | 2025年（令和7年）  | 3月30日  | 若松   | 佐藤隆太郎             | 4847                   | 30                     | 東京                   | 1                      | 1                      | 逃げ                   |

## 開催予定
- 第61回大会 2026年（令和8年）3月24日 - 29日  ボートレース蒲郡（ナイター開催）[18]
- 第62回大会 2027年（令和9年）3月23日 - 28日  ボートレースからつ[19]